# 青木長由
青木 長由（あおき ながゆき、寛文9年（1669年） - 元文5年11月2日（1740年12月20日））は、江戸時代中期の仙台藩の天文学者・数学者である。理右衛門と称し、理格、冬邑軒と号した。
仙台藩勘定方の江志知辰から中西流の和算・暦学を学んだ。享保年間の初め頃、算術に優れていることが京都の暦職家である幸徳井家に認められ暦生に推挙されたが、当時、天文方渋川家や土御門家と親交があった遠藤盛俊らの反感を買うことになった。中西流の和算を教える一方で、貞享暦の精度を向上させるため門人の戸板保佑らと共に日食・月食を観測していた。